# The head and the heart (nummer)
The head and the heart is een single van Chris de Burgh. Het is afkomstig van zijn album Man on the line. De single werd niet overal uitgebracht, alleen een Nederlandse en Ierse (met B-kant A spaceman came travelling) zijn bekend. De Nederlandse versie haalde alleen de tipparade, de Ierse versie haalde wel de Ierse hitparade, maar amper. Het stond er twee weken in, met een hoogste notering op plaats 20.
Het lied gaat over het verschil in liefde tussen hoofd en hart. De Burgh wordt alleen begeleid door synthesizers. Taking it to the top gaat over succes in de zakenwereld.

## NPO Radio 2 Top 2000
Ondanks dat het geen hit werd stond het tien keer genoteerd in de Radio 2 Top 2000.

| Nummer met noteringen in de NPO Radio 2 Top 2000 | '06 | '07 | '08  | '09 | '10 | '11 | '12  | '13  | '14  | '15  |
| ------------------------------------------------ | --- | --- | ---- | --- | --- | --- | ---- | ---- | ---- | ---- |
| The head and the heart                           | 900 | 662 | 1419 | 999 | 889 | 908 | 1311 | 1389 | 1353 | 1710 |

1. ↑  Een vetgedrukt getal geeft de hoogste notering aan.
2. ↑  2006 was het eerste jaar met een notering voor dit nummer.
3. ↑  Deze tabel is bijgewerkt tot en met de laatste editie (2024).